# John Blankenstein
John Blankenstein (De Bilt, 12 februari 1949 – Den Haag, 25 augustus 2006) was een Nederlandse voetbalscheidsrechter en activist voor homorechten.
Na beëindiging van zijn actieve scheidsrechtersloopbaan in 1996 werd Blankenstein hoofd scheidsrechterszaken betaald voetbal voor de KNVB, waardoor hij nog geregeld in het nieuws kwam. Als openlijk homoseksuele voetbalscheidsrechter liet Blankenstein ook op het gebied van de emancipatie van homoseksuelen van zich horen, onder meer als mede-oprichter en woordvoerder van de Homo LesBische Federatie Nederland. 

## Sportcarrière
- 1959-1966: 	Voetballer VCS (Den Haag)
- 1966-1979: 	Scheidsrechter amateurvoetbal
- 1979-1996: 	Scheidsrechter betaald voetbal
- 1985-1995: 	Scheidsrechter internationaal voetbal

## Scheidsrechterscarrière
John Blankenstein begon in 1972 als scheidsrechter in het amateurvoetbal bij de KNVB bij de afdeling 's-Gravenhage. In 1979 maakte hij de overstap naar het betaald voetbal, waar hij floot tot het eind van zijn scheidsrechterscarrière in 1996. Daarnaast stond Blankenstein van 1985 tot 1995 op de internationale lijst van de FIFA, waarvoor hij 88 wedstrijden floot. In 1992 was hij actief tijdens het EK en een jaar later leidde hij de UEFA Cup-finale. In 1994 zou hij de Champions Leaguefinale tussen AC Milan en FC Barcelona fluiten, maar werd een paar dagen voor de wedstrijd vervangen door de Engelsman Philip Don. De precieze reden (of redenen) is nooit bekend geworden, maar er werd gezegd dat hij te veel op de hand van Barcelona zou zijn (met Cruyff en Koeman). Ook het feit dat hij homoseksueel was is weleens als een reden genoemd. Na zijn loopbaan als scheidsrechter werd hij hoofd scheidsrechterszaken betaald voetbal bij de KNVB in Zeist. De laatste jaren werkte hij voor de bond aan het Masterplan Arbitrage.

## Homoseksualiteit
John Blankenstein kreeg in de jaren tachtig en negentig internationale bekendheid als een van de eerste openlijk homoseksuele voetbalscheidsrechters. Voor het doorbreken van het taboe op homoseksualiteit in het voetbal eerde de homobelangenorganisatie COC hem in 2003 met de Bob Angelo-penning. Ook kreeg hij voor het ondersteunen van de emancipatie van homoseksuele sporters in 2005 de Harry Stapelprijs van de Nederlandse Culturele Sportbond.
Blankenstein was van januari tot juni 2004 voorzitter van COC Haaglanden. Hij was een van de mede-oprichters van de Homo LesBische Federatie Nederland (HLBF) in diezelfde zomer van dat jaar, en tevens lange tijd woordvoerder van de federatie.

## Televisie
- In 1997 deed hij mee aan Dit was het nieuws.
- In 2000 was hij als deelnemer aan  Big Brother VIPS te zien.
- In 2003 deed hij mee aan De zwakste schakel.
- In 2005 was hij te gast bij Raymann is Laat.
- Gedurende enkele jaren was hij eerst jurylid en later starter van Te land ter zee en in de lucht.
- Van april 2006 tot zijn dood was John Blankenstein medepresentator van BastaRadio.
- Blankenstein was, vooral de laatste jaren voor zijn dood, regelmatig te gast bij Barend & Van Dorp, die een vriendschappelijke band met hem hadden en hem regelmatig in het ziekenhuis bezochten toen het slechter met hem ging.

## Dood en nalatenschap
John Blankenstein overleed in 2006 aan de gevolgen van hepatitis C. Op 18 december 2008 volgde de oprichting van de John Blankenstein Foundation, die het gedachtegoed van de topscheidsrechter verder uitdraagt. Burgemeester en wethouders van Den Haag besloten op 13 januari 2009 tot het instellen van de John Blankensteinprijs, een jaarlijkse homo-emancipatieprijs. Er is in Amsterdam, op het Zeeburgereiland, een straat naar hem vernoemd.